# Cratere Tarsus
Tarsus  è un cratere sulla superficie di Marte.